# Presedljaj
Presedljaj (1610 mnm) je prelaz med Lučko Kopo (1758 mnm) in strmim jugozahodnim pobočjem Vežice (1779 mnm). Tu je križišče planinskih poti:
- Proti jugu čez Konja (1803 mnm) in planino Rzenik do Velike planine (2½ uri)
- Na sever do Kocbekovega doma (1808 mnm) na Korošici (2 uri)
- Na zahod v dolino Kamniške Bistrice (2 uri)
- Pot na vzhod v dolino Luške Bele je opuščena.

Sedlo Presedljaj je razvodje med Kamniško Bistrico in Lučnico ter Dreto. Na Presdljajuje poteka meja med Gorenjsko in Štajersko. Meja teče preko gore Konj (1803 mnm) na prelaz Presedljaj, nato pa na Dleskovško planoto in od tu naprej preko Ojstrice (2350 mnm) na Planjavo (2394 mnm).